# 1330 в Україні

## Події
- У Кафу переселилося кілька тисяч вірмен.
- Юрій II розірвав угоду з Тевтонським орденом.[1]

## Засновані, зведені
- храм Сурб Саркіс (Феодосія)
- Торчин (Хмільницький район)